# صباح (المغرب)
  صباح (المغرب) (بالإنجليزية: SABBAH) هي جماعة قروية تابعة لعمالة الصخيرات تمارة ضمن جهة الرباط سلا زمور زعير بالمغرب.  بلغ مجموع عدد سكان   صباح (المغرب) حسب إحصاءات 2004 حوالي 12912 نسمة  يعيشون في 2229 أسرة.

## إحصاء عام
| السنة | عدد السكان | عدد الأسر | عدد الأجانب |
| ----- | ---------- | --------- | ----------- |
| 1994  | 10011      | 1532      | °°°°        |
| 2004  | 12912      | 2229      | 5           |

## دواوير جماعة صباح
دوار اولاد رابح الرخوخة صباح
دوار اولاد هبري الرخوخة صباح
دوار اولاد عثمان اولاد منصور صباح
دوار اولاد محمد بن علي لغوازي صباح
دوار اولاد يحيي بن علي الرخوخة صباح
دوار اولاد امسون الرخوخة صباح 
دوار ابرينيس اولاد غانم صباح
دوار لحجر اولاد غانم صباح 
دوار اولاد امسون الشرقية الرخوخة صباح
تجزئة السلام صباح